# Чеодаев, Михаил Иванович
Михаил Иванович Чеодаев (1785 — 1859) — русский генерал, участник подавления восстаний Польского 1830—1831 гг. и Венгерского 1849 года.

## Биография
Родился в 1785 году, происходил из дворян Казанской губернии; в 1799 году поступил унтер-офицером в гарнизонный генерал-майора Пущина 1-го полк и в следующем году был произведён в прапорщики в Ширванский мушкетерский полк, а в 1806 году переведён подпоручиком в Кременчугский пехотный полк.
В 1808 году, в чине штабс-капитана, участвовал в русско-шведской войне и отличился при взятии городов Борго, Ловийсы, Гельсингфорса и Свеаборга; находясь на гребной флотилии, принимал участие в морских сражениях при о. Ганго, между островами Рундиало и Харвисало и при о. Зундзало, когда был ранен в лицо и был награждён орденом св. Анны 4-й степени.
В Отечественную войну 1812 года он участвовал почти во всех крупных сражениях — при Бородине, Тарутине, Тетеркиной, Малоярославце, Вязьме, Красном и других, и за выдающееся мужество и распорядительность был награждён орденами: св. Владимира 4-й степени с бантом и св. Анны 3-й степени, золотой шпагой с надписью «За храбрость» и чином подполковника. В 1813 году, участвуя в преследовании неприятеля, сражался под Дрезденом, Люценом, Пирном, Теплицем, Кульмом, Полендорфом, Альтенбургом, Лейпцигом, где был ранен в ногу и не мог продолжать кампании; наградой ему было монаршее благоволение, чин полковника, орден св. Анны 2-й степени с алмазными украшениями и прусские ордена «Pour le Mérite» и Красного Орла 3-й степени.
В 1814 году был назначен командиром 3-го егерского полка, а 12 декабря 1821 года произведён в генерал-майоры и получил в командование 3-ю бригаду 2-й гренадерской дивизии. 16 декабря 1821 года награждён орденом св. Георгия 4-й степени (№ 3554 по списку Григоровича-Степанова). В 1824 году переведён в отдельный корпус военных поселений, а в 1825 году командовал 2-й поселенной бригадой 2-й гренадерской дивизии. В 1826 году награждён орденом св. Анны 1-й степени, а в 1829 году получил императорскую корону к этому ордену.
Когда в 1831 году началась кампания против восставших поляков, Чеодаев был назначен в действующую армию; за Гроховское дело был награждён золотой шпагой с бриллиантовыми украшениями, а за взятие Варшавы — орденом св. Владимира 2-й степени. Кроме того за этот поход он был награждён польским знаком отличия за военное достоинство (Virtuti Militari) 2-й степени.
В 1832 году состоял начальником 7-й пехотной дивизии. 23 июня 1833 года был произведён в генерал-лейтенанты и получил в командование 10-ю пехотную дивизию (до 1844 года). В 1838 году получил орден Белого Орла.
Командуя 4-м пехотным корпусом, участвовал в Венгерской кампании, за которую был награждён орденом св. Александра Невского с алмазными украшениями и орденом большого креста австрийского ордена Леопольда.
10 января 1850 года назначен командиром 6-го пехотного корпуса и в том же году праздновал 50-летний юбилей своей службы в офицерских чинах. 8 ноября 1852 года назначен заведующим всеми пехотными резервными и запасными войсками армии с оставлением в должности командиром корпуса. Назначенный 30 сентября 1854 года начальником всех пехотных резервных и запасных войск армии, был уволен от этой должности (по прошению) 12 сентября 1856 года, с оставлением по армейской пехоте.
Умер в 1859 году и исключен из списков 7 июля того же года.